# امی بیهل

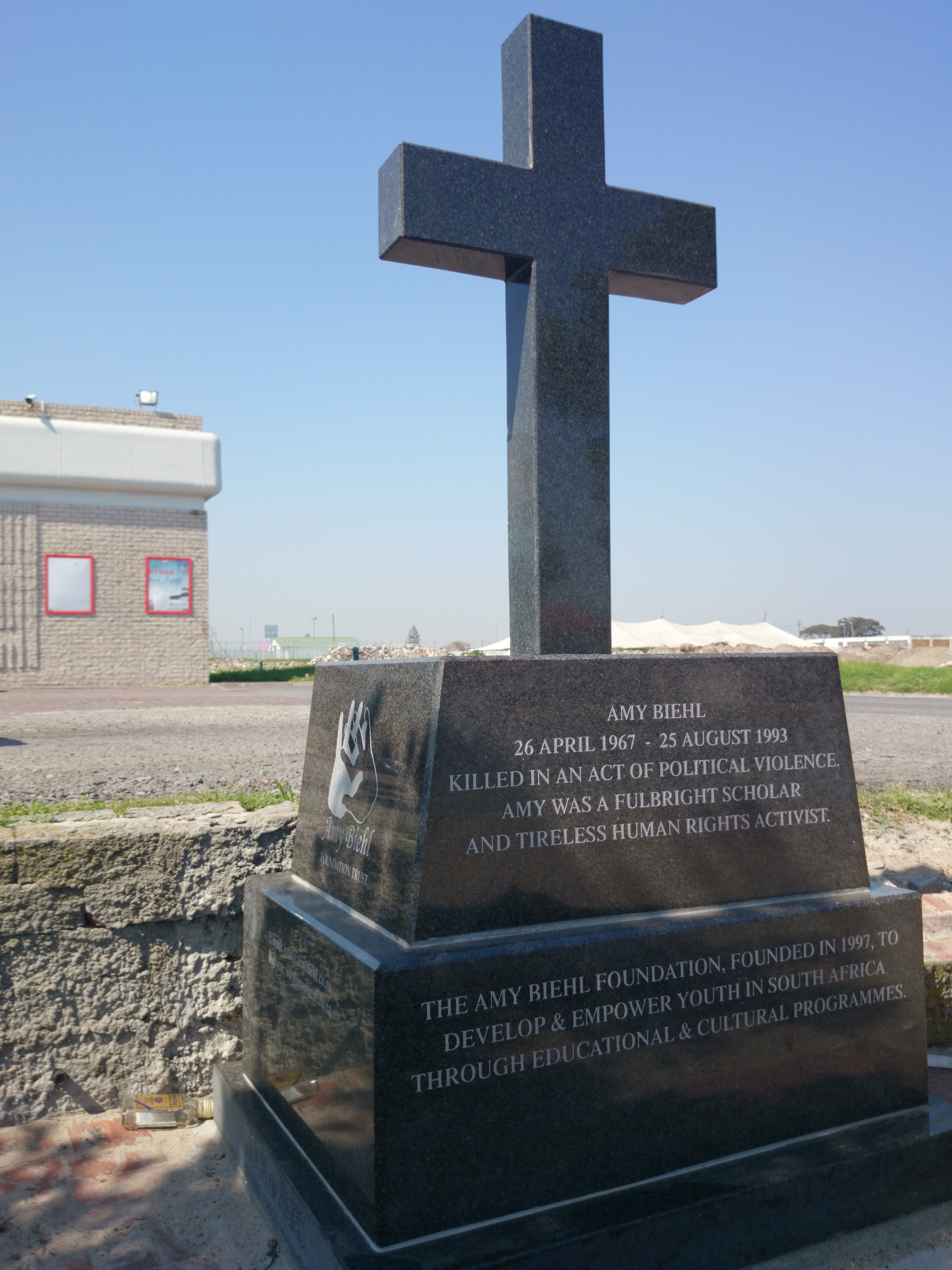
تصویر منتشر یافته از امی بیهل

امی بیهل (انگلیسی: Amy Biehl; ۲۶ آوریل ۱۹۶۷ – ۲۵ اوت ۱۹۹۳) از مخالفان آپارتاید در آفریقای جنوبی اهل ایالات متحده آمریکا بود که در سال ۱۹۹۳ در آفریقای جنوبی درگذشت.

## زندگی
بیهل از دانش‌آموختگان دانشگاه استنفورد بود. او همچنین برندهٔ جوایزی همچون برنامه فولبرایت شده‌است.